# Antonio Osorio de Acuña
Don Don Antonio Osorio de Acuña, född 1459 i Valladolid, död den 23 mars 1526, var biskop i det romersk-katolska stiftet i Zamora från den 4 januari 1507 fram till sin död. När inbördeskrig utbröt i Spanien 1519 anslöt han sig till comuneroserna. Enligt hans kritiker, var hans val av trohet rent opportunistiska och orsakades av långvariga konflikter med andra medlemmar av prästerskapet.
När comuneroserna förlorade kriget flydde han mot Frankrike, men i Navarra blev han igenkänd, greps och skickades till fängelsehålorna i Simancas. Där mördade han alkalden med en tegelsten, men greps under flykten. Genom en påvlig bulla avsattes han och överlämnades till myndighterna, åtalades, dömdes och halshöggs i fängelset.